# 马尔藏斯
马尔藏斯（法語：Marzens，法語發音：[maʁzɛ̃s]）是法国奧克西塔尼大區塔恩省的一个市镇，属于卡斯特尔区。该市镇2009年时的人口为298人。

## 人口
马尔藏斯人口变化图示
| 数据来源：INSEE |